# Eleições legislativas portuguesas de 1991 no distrito de Vila Real
| Eleições legislativas portuguesas de 1991 Distritos: Aveiro \| Beja \| Braga \| Bragança \| Castelo Branco \| Coimbra \| Évora \| Faro \| Guarda \| Leiria \| Lisboa \| Portalegre \| Porto \| Santarém \| Setúbal \| Viana do Castelo \| Vila Real \| Viseu \| Açores \| Madeira \| Estrangeiro |

## Resultados por Concelho
Os resultados nos concelhos do Distrito de Vila Real foram os seguintes:

### Alijó
| Partido                 | Partido                           | Votos  | %               | +/-  |
| ----------------------- | --------------------------------- | ------ | --------------- | ---- |
|                         | Partido Social Democrata          | 4 972  | 54,96 / 100,00  | 1,66 |
|                         | Partido Socialista                | 2 726  | 30,13 / 100,00  | 6,44 |
|                         | Centro Democrático e Social       | 482    | 5,33 / 100,00   | 1,46 |
|                         | Coligação Democrática Unitária    | 261    | 2,88 / 100,00   | 1,30 |
|                         | Partido da Solidariedade Nacional | 121    | 1,34 / 100,00   | Novo |
|                         | Partido Socialista Revolucionário | 94     | 1,04 / 100,00   | 0,39 |
|                         | Outros                            | 164    | 1,81 / 100,00   |      |
| Votos Inválidos         | Votos Inválidos                   | 227    | 2,51 / 100,00   | 1,48 |
| Total                   | Total                             | 9 047  | 100,00 / 100,00 |      |
| Eleitorado/Participação | Eleitorado/Participação           | 14 255 | 63,47 / 100,00  | 6,48 |

### Boticas
| Partido                 | Partido                        | Votos | %               | +/-  |
| ----------------------- | ------------------------------ | ----- | --------------- | ---- |
|                         | Partido Social Democrata       | 2 916 | 65,90 / 100,00  | 0,25 |
|                         | Partido Socialista             | 1 033 | 23,34 / 100,00  | 3,40 |
|                         | Centro Democrático e Social    | 136   | 3,07 / 100,00   | 0,18 |
|                         | Coligação Democrática Unitária | 114   | 2,58 / 100,00   | 1,56 |
|                         | Outros                         | 127   | 2,86 / 100,00   |      |
| Votos Inválidos         | Votos Inválidos                | 99    | 2,24 / 100,00   | 0,67 |
| Total                   | Total                          | 4 425 | 100,00 / 100,00 |      |
| Eleitorado/Participação | Eleitorado/Participação        | 7 369 | 60,05 / 100,00  | 7,50 |

### Chaves
| Partido                 | Partido                           | Votos  | %               | +/-  |
| ----------------------- | --------------------------------- | ------ | --------------- | ---- |
|                         | Partido Social Democrata          | 15 421 | 62,29 / 100,00  | 3,50 |
|                         | Partido Socialista                | 6 543  | 26,43 / 100,00  | 8,99 |
|                         | Centro Democrático e Social       | 932    | 3,76 / 100,00   | 0,87 |
|                         | Coligação Democrática Unitária    | 565    | 2,28 / 100,00   | 1,82 |
|                         | Partido da Solidariedade Nacional | 264    | 1,07 / 100,00   | Novo |
|                         | Outros                            | 438    | 1,76 / 100,00   |      |
| Votos Inválidos         | Votos Inválidos                   | 594    | 2,40 / 100,00   | 1,03 |
| Total                   | Total                             | 24 757 | 100,00 / 100,00 |      |
| Eleitorado/Participação | Eleitorado/Participação           | 40 561 | 61,04 / 100,00  | 3,49 |

### Mesão Frio
| Partido                 | Partido                           | Votos | %               | +/-  |
| ----------------------- | --------------------------------- | ----- | --------------- | ---- |
|                         | Partido Social Democrata          | 1 935 | 64,26 / 100,00  | 1,26 |
|                         | Partido Socialista                | 672   | 22,32 / 100,00  | 3,76 |
|                         | Centro Democrático e Social       | 132   | 4,38 / 100,00   | 0,02 |
|                         | Coligação Democrática Unitária    | 94    | 3,12 / 100,00   | 0,31 |
|                         | Partido da Solidariedade Nacional | 41    | 1,36 / 100,00   | Novo |
|                         | Outros                            | 73    | 2,42 / 100,00   |      |
| Votos Inválidos         | Votos Inválidos                   | 64    | 2,12 / 100,00   | 0,78 |
| Total                   | Total                             | 3 011 | 100,00 / 100,00 |      |
| Eleitorado/Participação | Eleitorado/Participação           | 4 591 | 65,58 / 100,00  | 7,63 |

### Mondim de Basto
| Partido                 | Partido                           | Votos | %               | +/-  |
| ----------------------- | --------------------------------- | ----- | --------------- | ---- |
|                         | Partido Social Democrata          | 2 823 | 64,06 / 100,00  | 2,11 |
|                         | Partido Socialista                | 695   | 15,77 / 100,00  | 3,17 |
|                         | Centro Democrático e Social       | 581   | 13,18 / 100,00  | 0,09 |
|                         | Coligação Democrática Unitária    | 79    | 1,79 / 100,00   | 1,74 |
|                         | Partido da Solidariedade Nacional | 51    | 1,16 / 100,00   | Novo |
|                         | Outros                            | 112   | 2,53 / 100,00   |      |
| Votos Inválidos         | Votos Inválidos                   | 66    | 1,50 / 100,00   | 1,88 |
| Total                   | Total                             | 4 407 | 100,00 / 100,00 |      |
| Eleitorado/Participação | Eleitorado/Participação           | 7 251 | 60,78 / 100,00  | 6,83 |

### Montalegre
| Partido                 | Partido                           | Votos  | %               | +/-  |
| ----------------------- | --------------------------------- | ------ | --------------- | ---- |
|                         | Partido Social Democrata          | 5 455  | 62,46 / 100,00  | 2,78 |
|                         | Partido Socialista                | 2 458  | 28,15 / 100,00  | 2,37 |
|                         | Centro Democrático e Social       | 192    | 2,20 / 100,00   | 0,70 |
|                         | Coligação Democrática Unitária    | 151    | 1,73 / 100,00   | 1,52 |
|                         | Partido da Solidariedade Nacional | 93     | 1,06 / 100,00   | Novo |
|                         | Outros                            | 207    | 2,37 / 100,00   |      |
| Votos Inválidos         | Votos Inválidos                   | 177    | 2,02 / 100,00   | 1,61 |
| Total                   | Total                             | 8 733  | 100,00 / 100,00 |      |
| Eleitorado/Participação | Eleitorado/Participação           | 15 070 | 57,95 / 100,00  | 2,75 |

### Murça
| Partido                 | Partido                           | Votos | %               | +/-  |
| ----------------------- | --------------------------------- | ----- | --------------- | ---- |
|                         | Partido Social Democrata          | 2 487 | 57,32 / 100,00  | 7,97 |
|                         | Partido Socialista                | 1 036 | 23,88 / 100,00  | 9,44 |
|                         | Centro Democrático e Social       | 455   | 10,49 / 100,00  | 1,76 |
|                         | Coligação Democrática Unitária    | 86    | 1,98 / 100,00   | 1,81 |
|                         | Partido da Solidariedade Nacional | 57    | 1,31 / 100,00   | Novo |
|                         | Outros                            | 106   | 2,43 / 100,00   |      |
| Votos Inválidos         | Votos Inválidos                   | 112   | 2,58 / 100,00   | 0,84 |
| Total                   | Total                             | 4 339 | 100,00 / 100,00 |      |
| Eleitorado/Participação | Eleitorado/Participação           | 7 286 | 59,55 / 100,00  | 8,63 |

### Peso da Régua
| Partido                 | Partido                           | Votos  | %               | +/-  |
| ----------------------- | --------------------------------- | ------ | --------------- | ---- |
|                         | Partido Social Democrata          | 5 670  | 53,44 / 100,00  | 0,47 |
|                         | Partido Socialista                | 3 330  | 31,39 / 100,00  | 5,08 |
|                         | Centro Democrático e Social       | 526    | 4,96 / 100,00   | 0,07 |
|                         | Coligação Democrática Unitária    | 439    | 4,14 / 100,00   | 2,34 |
|                         | Partido da Solidariedade Nacional | 135    | 1,27 / 100,00   | Novo |
|                         | Partido Socialista Revolucionário | 112    | 1,06 / 100,00   | 0,26 |
|                         | Outros                            | 171    | 1,60 / 100,00   |      |
| Votos Inválidos         | Votos Inválidos                   | 227    | 2,14 / 100,00   | 1,23 |
| Total                   | Total                             | 10 610 | 100,00 / 100,00 |      |
| Eleitorado/Participação | Eleitorado/Participação           | 17 064 | 62,18 / 100,00  | 5,19 |

### Ribeira de Pena
| Partido                 | Partido                           | Votos | %               | +/-  |
| ----------------------- | --------------------------------- | ----- | --------------- | ---- |
|                         | Partido Social Democrata          | 2 756 | 65,39 / 100,00  | 3,21 |
|                         | Partido Socialista                | 937   | 22,23 / 100,00  | 7,30 |
|                         | Centro Democrático e Social       | 204   | 4,84 / 100,00   | 0,14 |
|                         | Coligação Democrática Unitária    | 77    | 1,83 / 100,00   | 0,24 |
|                         | Partido da Solidariedade Nacional | 56    | 1,33 / 100,00   | Novo |
|                         | Partido Socialista Revolucionário | 42    | 1,00 / 100,00   | 0,02 |
|                         | Outros                            | 79    | 1,87 / 100,00   |      |
| Votos Inválidos         | Votos Inválidos                   | 64    | 1,52 / 100,00   | 1,90 |
| Total                   | Total                             | 4 215 | 100,00 / 100,00 |      |
| Eleitorado/Participação | Eleitorado/Participação           | 7 567 | 55,70 / 100,00  | 8,78 |

### Sabrosa
| Partido                 | Partido                           | Votos | %               | +/-  |
| ----------------------- | --------------------------------- | ----- | --------------- | ---- |
|                         | Partido Social Democrata          | 3 029 | 65,39 / 100,00  | 2,65 |
|                         | Partido Socialista                | 1 045 | 22,56 / 100,00  | 2,80 |
|                         | Centro Democrático e Social       | 148   | 3,20 / 100,00   | 1,48 |
|                         | Coligação Democrática Unitária    | 130   | 2,81 / 100,00   | 1,63 |
|                         | Partido da Solidariedade Nacional | 59    | 1,27 / 100,00   | Novo |
|                         | Outros                            | 116   | 2,50 / 100,00   |      |
| Votos Inválidos         | Votos Inválidos                   | 105   | 2,27 / 100,00   | 1,71 |
| Total                   | Total                             | 4 632 | 100,00 / 100,00 |      |
| Eleitorado/Participação | Eleitorado/Participação           | 7 018 | 66,00 / 100,00  | 3,60 |

### Santa Marta de Penaguião
| Partido                 | Partido                        | Votos | %               | +/-  |
| ----------------------- | ------------------------------ | ----- | --------------- | ---- |
|                         | Partido Social Democrata       | 3 087 | 53,96 / 100,00  | 0,54 |
|                         | Partido Socialista             | 1 957 | 34,21 / 100,00  | 2,59 |
|                         | Centro Democrático e Social    | 248   | 4,33 / 100,00   | 1,44 |
|                         | Coligação Democrática Unitária | 116   | 2,03 / 100,00   | 1,18 |
|                         | Outros                         | 170   | 2,96 / 100,00   |      |
| Votos Inválidos         | Votos Inválidos                | 143   | 2,50 / 100,00   | 0,95 |
| Total                   | Total                          | 5 721 | 100,00 / 100,00 |      |
| Eleitorado/Participação | Eleitorado/Participação        | 8 668 | 66,00 / 100,00  | 5,26 |

### Valpaços
| Partido                 | Partido                           | Votos  | %               | +/-   |
| ----------------------- | --------------------------------- | ------ | --------------- | ----- |
|                         | Partido Social Democrata          | 8 256  | 69,26 / 100,00  | 6,92  |
|                         | Partido Socialista                | 2 118  | 17,77 / 100,00  | 6,43  |
|                         | Centro Democrático e Social       | 763    | 6,40 / 100,00   | 1,37  |
|                         | Coligação Democrática Unitária    | 133    | 1,12 / 100,00   | 0,32  |
|                         | Partido da Solidariedade Nacional | 119    | 1,00 / 100,00   | Novo  |
|                         | Outros                            | 219    | 1,84 / 100,00   |       |
| Votos Inválidos         | Votos Inválidos                   | 312    | 2,61 / 100,00   | 0,39  |
| Total                   | Total                             | 11 920 | 100,00 / 100,00 |       |
| Eleitorado/Participação | Eleitorado/Participação           | 21 345 | 55,84 / 100,00  | 11,61 |

### Vila Pouca de Aguiar
| Partido                 | Partido                           | Votos  | %               | +/-  |
| ----------------------- | --------------------------------- | ------ | --------------- | ---- |
|                         | Partido Social Democrata          | 4 913  | 59,68 / 100,00  | 2,34 |
|                         | Partido Socialista                | 2 202  | 26,75 / 100,00  | 6,75 |
|                         | Centro Democrático e Social       | 391    | 4,75 / 100,00   | 1,33 |
|                         | Coligação Democrática Unitária    | 184    | 2,24 / 100,00   | 2,10 |
|                         | Partido da Solidariedade Nacional | 103    | 1,25 / 100,00   | Novo |
|                         | Outros                            | 213    | 2,59 / 100,00   |      |
| Votos Inválidos         | Votos Inválidos                   | 226    | 2,74 / 100,00   | 0,58 |
| Total                   | Total                             | 8 232  | 100,00 / 100,00 |      |
| Eleitorado/Participação | Eleitorado/Participação           | 15 530 | 53,01 / 100,00  | 6,48 |

### Vila Real
| Partido                 | Partido                           | Votos  | %               | +/-  |
| ----------------------- | --------------------------------- | ------ | --------------- | ---- |
|                         | Partido Social Democrata          | 15 561 | 57,40 / 100,00  | 2,23 |
|                         | Partido Socialista                | 7 547  | 27,84 / 100,00  | 5,01 |
|                         | Centro Democrático e Social       | 1 496  | 5,52 / 100,00   | 1,02 |
|                         | Coligação Democrática Unitária    | 935    | 3,45 / 100,00   | 1,80 |
|                         | Partido da Solidariedade Nacional | 384    | 1,42 / 100,00   | Novo |
|                         | Outros                            | 617    | 2,27 / 100,00   |      |
| Votos Inválidos         | Votos Inválidos                   | 570    | 2,10 / 100,00   | 0,82 |
| Total                   | Total                             | 27 110 | 100,00 / 100,00 |      |
| Eleitorado/Participação | Eleitorado/Participação           | 39 759 | 68,19 / 100,00  | 5,49 |